# Duabanga moluccana
Duabanga moluccana är en fackelblomsväxtart som beskrevs av Carl Ludwig von Blume. Duabanga moluccana ingår i släktet Duabanga och familjen fackelblomsväxter. Inga underarter finns listade i Catalogue of Life.